# Leskova
Leskova (en serbe cyrillique : Лескова) est un village de Serbie situé dans la municipalité de Tutin, district de Raška. Au recensement de 2011, il comptait 292 habitants.

## Démographie
| 1948 | 1953 | 1961 | 1971 | 1981 | 1991 | 2002 | 2011 |
| ---- | ---- | ---- | ---- | ---- | ---- | ---- | ---- |
| 336  | 392  | 393  | 322  | 366  | 392  | 335  | 292  |

|  |

## Personnalités liées à la commune
- Branislav Kostić (1949-2011), footballeur.